# Vladimir Karparov

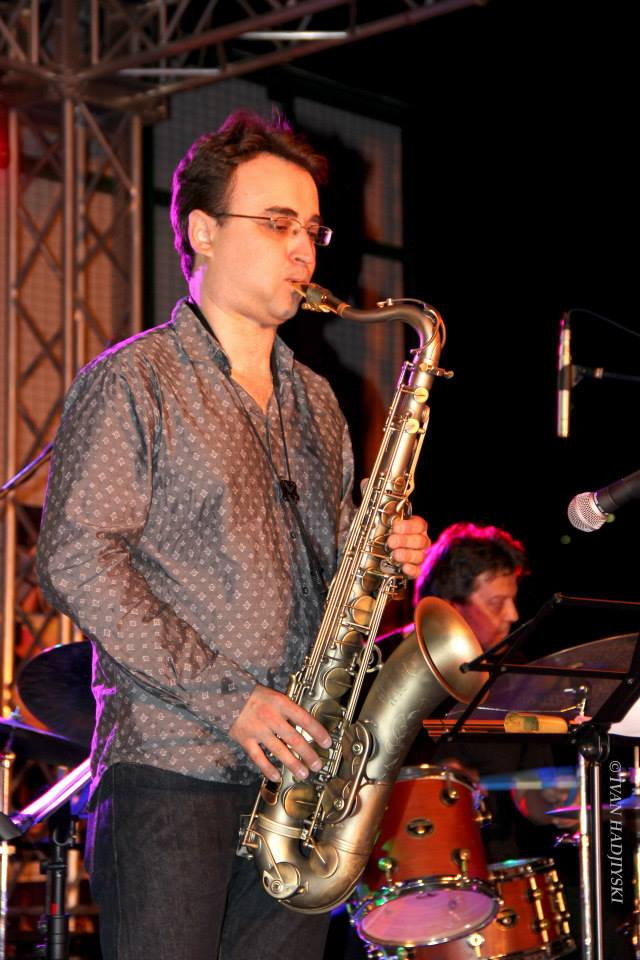
Vladimir Karparov, vor 2015

Vladimir Karparov (* 6. Januar 1977 in Sofia) ist ein bulgarischer Jazzmusiker (Saxophone, Komposition), der sich mit der Volksmusik Bulgariens auseinandersetzt.

## Leben und Wirken
Karparov begann mit 13 Jahren, Saxophon zu spielen. Er spielte zunächst in einem Blasorchester; Jazz spielte er erstmals als Straßenmusiker. Von 1995 bis 1999 studierte er an der Nationalen Musikakademie in Sofia und konzentrierte sich dabei auf Jazz und Popmusik. Er setzte seine Studien an der Hochschule für Musik und Theater Hamburg und an der Hochschule für Musik „Hanns Eisler“ Berlin fort, wo er 2005 absolvierte.
Karparov gehörte zunächst zu Wikeda und Zone C, in Deutschland zu For free Hands und zum Interzone Jazz Orchestra, mit denen er auch aufnahm. Er spielte mit Theodosii Spassov, Jiggs Whigham, Milcho Leviev, Gerard Presencer, Okay Temiz, John Hollenbeck, Gebhard Ullmann (Ta Lam 11), Peter Herbolzheimer, Martin Lubenov, Stoyan Yankoulov, TrioRio und der Fanfara Kalashnikov. 2008 veröffentlichte er sein Debütalbum unter eigenem Namen, Thracian Dance, an dem Christian von der Goltz, Horst Nonnenmacher und Dimitris Christides neben einigen Gästen beteiligt sind. Im Duo mit dem Gitarristen Andreas Brunn folgte 2010 East Side Story. Nach seinem Album Antihypocrisyl (2016) erschien 2022 Iglika, das er mit Daniel Stawinski am Klavier, Igor Spallati am Bass und Dimitri Christides am Schlagzeug einspielte.
Auch gründete Karparov das Forkolor Saxophone Quartet, mit dem er ebenfalls veröffentlichte. Weiterhin komponierte er für das Metropole Orkest (Projekt Apollon). Er ist auch auf Alben von Uwe Kropinski (Elf Elfen Blues), Shantel und Leon Gurvitch zu hören.

## Preise und Auszeichnungen
Karparov wurde 1996 als bester Nachwuchsjazzmusiker des Jahres in Bulgarien ausgezeichnet. 1999 erhielt er den dritten Preis beim Internationalen Jazzwettbewerb in Monaco. 2000 erhielt er die Auszeichnung Medica pro Musica in Düsseldorf.